# Taurovenator
Taurovenator ("býčí lovec") byl rod středně velkého teropodního dinosaura, který žil v době před asi 96 až 91 miliony let (geol. stupeň cenoman až turon) na území dnešní argentinské Patagonie (provincie Río Negro). V roce 2020 byla publikována odborná práce, podle níž je Taurovenator nejspíš synonymní s rodem Mapusaurus (může se tedy jednat o stejného teropoda).

## Popis
Fosilie tohoto dravého teropoda z čeledi Carcharodontosauridae byly objeveny roku 2005 v sedimentech spodnokřídového stáří v rámci sedimentů geologického souvrství Huincul. Taurovenator tak sdílel ekosystémy s dalšími dinosaury, jako byl obří titanosaur Argentinosaurus nebo teropodi Mapusaurus a Skorpiovenator. Byl vědecky popsán v létě roku 2016, spolu s dalším teropodem rodu Aoniraptor. Druhové jméno dinosaura je poctou Enzu Violanteovi, majiteli pozemku, na kterém byl objev učiněn. Teropod byl dlouhý asi 6 metrů a jeho hmotnost mohla dosáhnout hodnoty kolem 2,5 tuny.